# مارک لوگاری
مارک لوگاری (یا مارک لوکاری)  معلمی از شهر باستانی آپولونیا (ایلیری) بود که در اواخر قرن سوم و اوایل قرن دوم پیش از میلاد می‌زیست.

## زندگی
اطلاعات کمی در مورد زندگی او وجود دارد. در برخی کتیبه‌های زمان او نامش به عنوان معلم ذکر شده‌است. در حفاری‌های باستان‌شناسی در آپولونیا، از مقبرهٔ او ابزار نوشتاری که آن زمان توسط دانش‌آموزان مدرسه استفاده میشد، کشف شد.